# Rogaland Teater

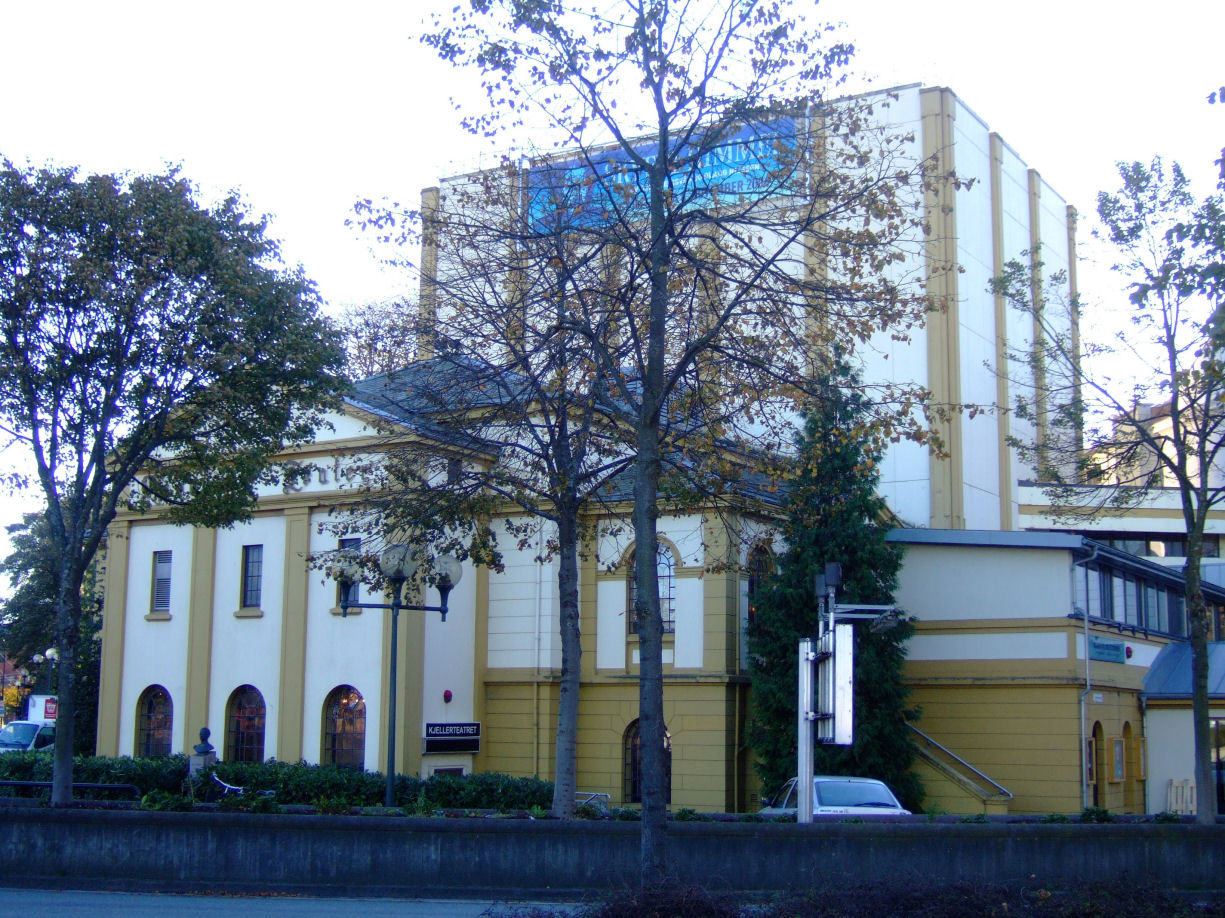
Rogaland Teater, 2006.

Rogaland Teater är en teater i Stavanger i Norge. Den har drivits under detta namn sedan 1947 och är därmed Norges yngsta institutionsteater. Teaterbyggnaden är dock från 1883, och ritades av Hartvig Sverdrup Eckhoff.

## Teaterchefer
- 1947–1949 Øystein Børke
- 1949–1951 Jens Bolling
- 1951–1952 Kjell Stormoen
- 1952–1956 Claes Gill
- 1956–1958 Gisle Straume
- 1958–1960 Bjarne Andersen
- 1960–1970 Bjørn Endreson
- 1970–1976 Arne Thomas Olsen
- 1976–1982 Kjetil Bang-Hansen
- 1982–1986 Alf Nordvang
- 1986–1989 Bentein Baardson
- 1989–1990 Hans Rosenquist
- 1990–1991 Alf Nordvang
- 1991–1994 Ketil Egge
- 1994–1997 Ola B. Johannessen
- 1997–2000 Eirik Stubø
- 2000–2004 Ingjerd Egeberg
- 2004–2008 Hanne Tømta
- 2009–2018 Arne Nøst
- 2019– Glenn André Kaada